# Cédric Gazulla
Cédric Gazulla est un athlète français, né à Saint-Étienne le 6 décembre 1982, adepte de la course d'ultrafond et champion de France des 100 km en 2018.

## Biographie
Cédric Gazulla devient champion de France aux 100 km de Belvès en 2018,,.

## Records personnels
Statistiques de Cédric Gazulla d'après la Fédération française d'athlétisme (FFA) :
- 10 km route : 34 min 44 s en 2018
- Semi-marathon : 1 h 12 min 37 s en 2018
- 100 km route : 7 h 14 min 26 s aux championnats de France des 100 km de Belvès en 2018[5]